# 아르네-톰프슨 분류제
아르네-톰프슨 분류제( - 分類體系, 영어: Aarne–Thompson classification systems) 또는 단순히 AT 분류제는 세계 각지에 전해지는 옛날 이야기를 그 유형마다 수집·분류한 것이다. 안티 아르네에 의해 편찬되어 스티스 톰프슨에 의해 증보·개정된 것으로부터 두 명의 이름을 취해 이렇게 불리고 있다.
옛날 이야기의 연구에서는 분류 체계의 표준으로서 세계적으로 이용되고 있다. 유형마다 AT번호로 불리는 번호를 할당해 색인 또는 목록으로서 참조된다. 물론, 하나의 이야기에 복수의 동기 유형이 들어맞기도 한다.

## 이력
핀란드의 민속학자 안티 아르네는 스승 카르레 클론의 권유에 의해서, 유럽 각지의 옛날 이야기 800개를 정리한 다음 크게 '동물 옛날 이야기' '본격 옛날 이야기' '만담·일화'의 세 개로 분류해, "Verzeichnis der Marchentypen" (Folklore Fellows Communications (FFC) 잡지, 제3권, 1910년)로서 발표했다.
미국의 스티스 톰프슨에 의해서 보다 많은 옛날 이야기를 바탕으로, The types of the folktale. a classification and bibliography (FFC잡지, 제74권, 1928년))으로서 증보되어 한 층 더 그 제2 개정판 ("2nd revision," FFC잡지, 제184권, 1961년)가 발표되었다.
이 개정때, 아르네의 세 개의 분류에 한 층 더 형식담이 추가되었다.
톰프슨 이후도 개정은 계속되어 2005년에 Hans-Jorg Uther에 의해서 The types of international folktales. a classification and bibliography (FFC잡지, 제284-286권)가 3 분권으로 발표되었다.

## 용례
예를 들어, '노르웨이 민화집' 수록 '바다의 바닥의 맷돌'의 이야기와 이와 지나치게 닮은 일본의 민화, '바다의 물은 왜 함 있어' (야나기다국남 편 '일본의 옛날 이야기')는 모두《마법의 맷돌》의 모티프 (AT565)로 분류된다. 같이 그림 동화 '흰 신부와 검은 신부'와, '미낭속낭'에는, AT403를 맞힐 수 있다.

## 분류
1. 동물 옛날 이야기 (1-299)
2. 본격 옛날 이야기 (300-1199)
  1. 마법의 이야기 (300-749)
    - 초자연적인 적 (300-399)
    - 초자연적인 또는 마법에 걸린 배우자 또는 그 외의 근친자 (400-459)
    - 초자연적인 과제 (460-499)
    - 초자연적인 원조자 (500-559)
    - 초자연적인 물건 (560-649)
    - 초자연적인 능력 또는 지식 (650-699)
    - 그 외의 초자연적인 이야기 (700-749)

  2. 종교적인 이야기 (750-849)
  3. 단편소설적인 이야기 (850-999)
  4. 어리석은 악마의 이야기 (1000-1199)
3. 만담·일화 (1200-1999)
4. 형식담 (2000-2399)
5. 기타 (어느 것에도 분류할 수 없는 옛날 이야기) (2400-2499)

## 출전
1. ↑  Aarne, Antti (1928). “The types of the folktale: a classification and bibliography” (snippet). 《FF communications》 74.
2. ↑  Aarne, Antti (1961). “The types of the folktale: a classification and bibliography” (snippet). 《FF communications》 184.
3. ↑  야나이다 '일본의 옛날 이야기'p. 120-123. 이와테현 가미헤이군에서 수집
4. 1 2  야나기다, 국남 (1983). 《일본의 옛날 이야기》. 오자와 토시오(해설). 신쵸 출판사 문고. 187-쪽. ISBN 4-10-104703-0. 구미의 옛날 이야기 연구자들의 사이에 공통의 카탈로그로서 사용되고 있는 아르네=톰프슨 공저 '옛날 이야기의 형태'..
5. ↑  야나이다 '일본의 옛날 이야기'p. 98-99. 츠가루 일곱석으로 수집

## 같이 보기
- 동기 (이야기)
- 페리 인덱스
- 이솝 우화